# سالن سینما

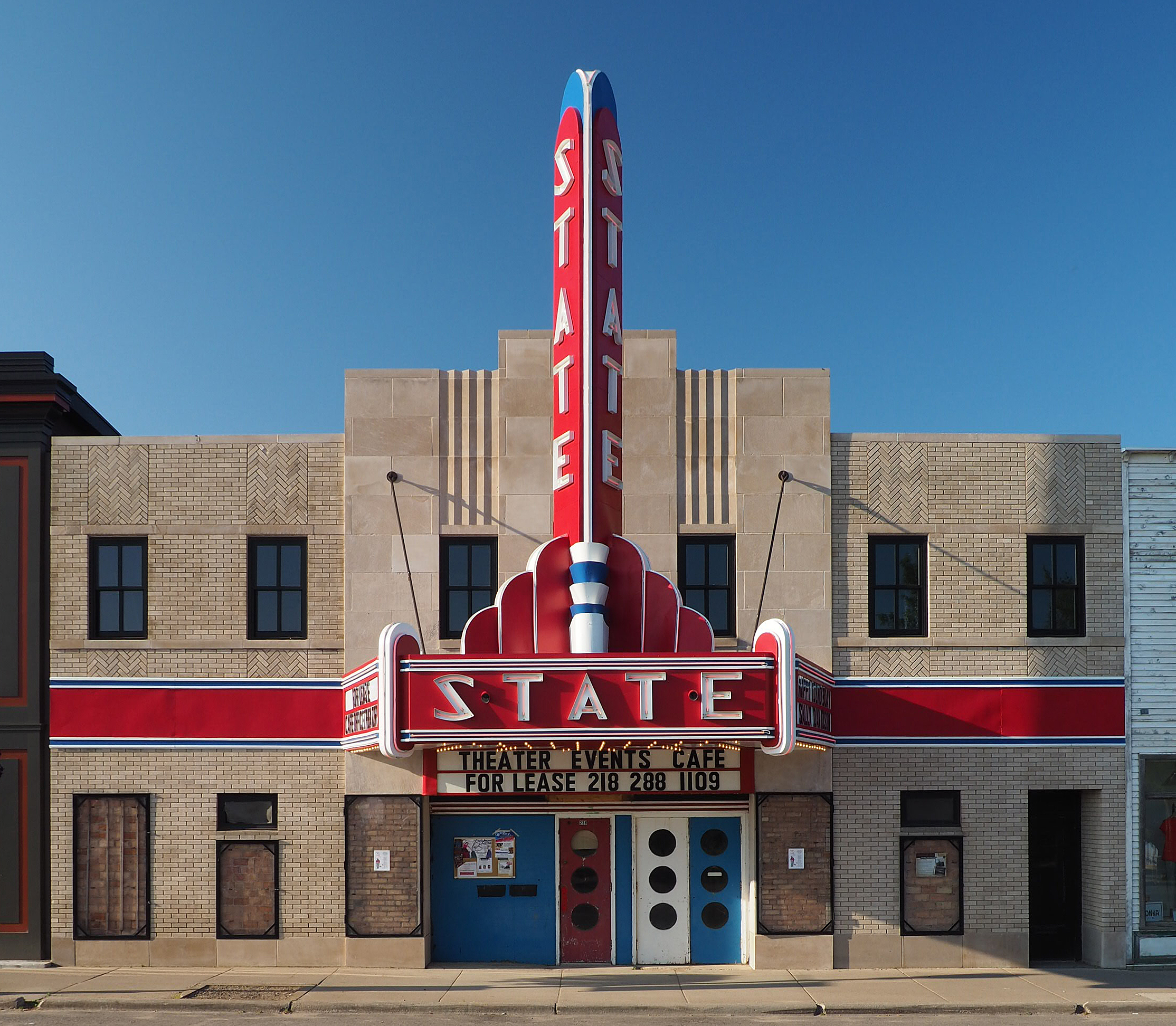
سینما الی، نام سالن سینمایی است در شهر الی، مینه‌سوتا. این سینما در سال ۱۹۳۶ میلادی توسط شرکت معماری لیبنبرگ و کاپالان و در سبک معماری استریم‌لاین مدرن ساخته‌شد.

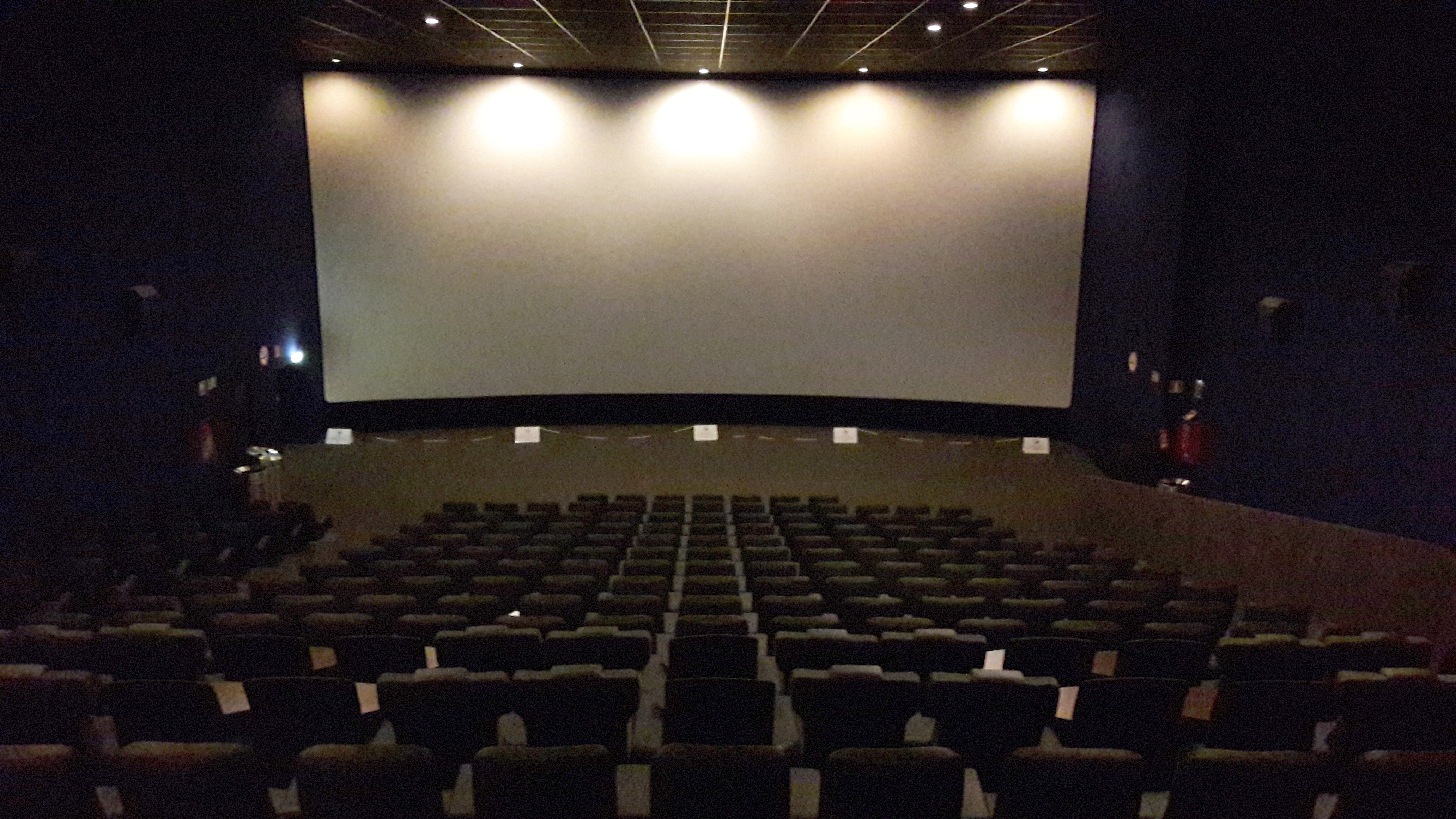
یک سالن سینما در مادرید.

سالن سینما (به انگلیسی: Movie theater) یا به اختصار سینما محل نمایش فیلم است.
سینما متشکل از یک سالن می‌باشد که صندلی‌ها بر روی یک سطح شیب‌دار نصب شده‌اند، فیلم به وسیله فیلم پروژکتور بر روی یک صفحه نمایش بزرگ که در جلوی سالن قرار داده شده نمایش داده می‌شود و صدا توسط بلندگوها پخش می‌شود، از دهه ۲۰۱۰ میلادی سینماها به سیستم پخش دیجیتال مجهز شده‌اند و نمایش فیلم‌ها با سهولت و کیفیت بیشتر همراه بوده‌است.
سینماها در گذشته معمولاً دارای یک سالن نمایش بوده‌اند اما با پیشرفت تکنولوژی و سرمایه‌گذاری‌های انجام شده از دهه ۲۰۱۰ میلادی سینماها با چند سالن نمایش ساخته شده که به آن‌ها پردیس سینمایی گفته می‌شود.

## نگارخانه

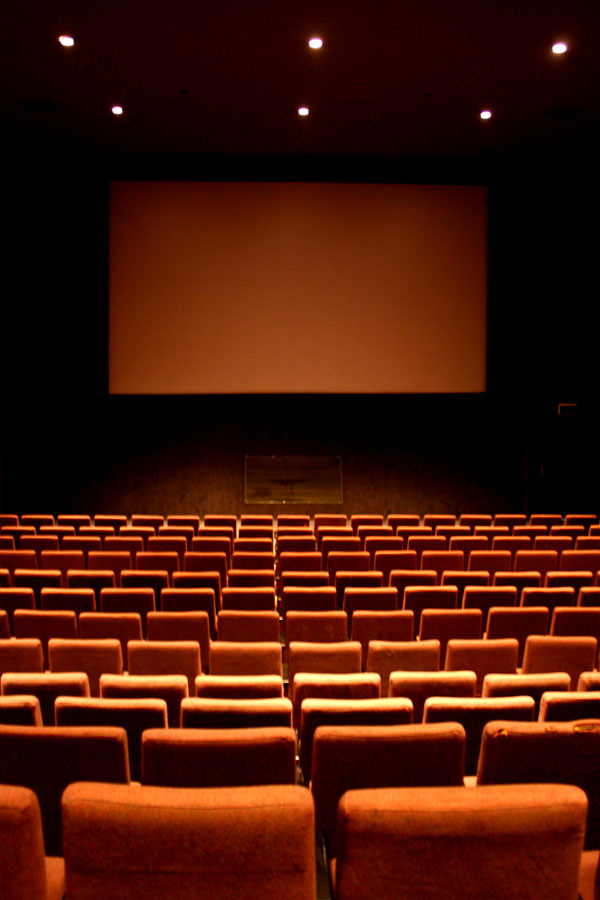
سالن سینما در استرالیا
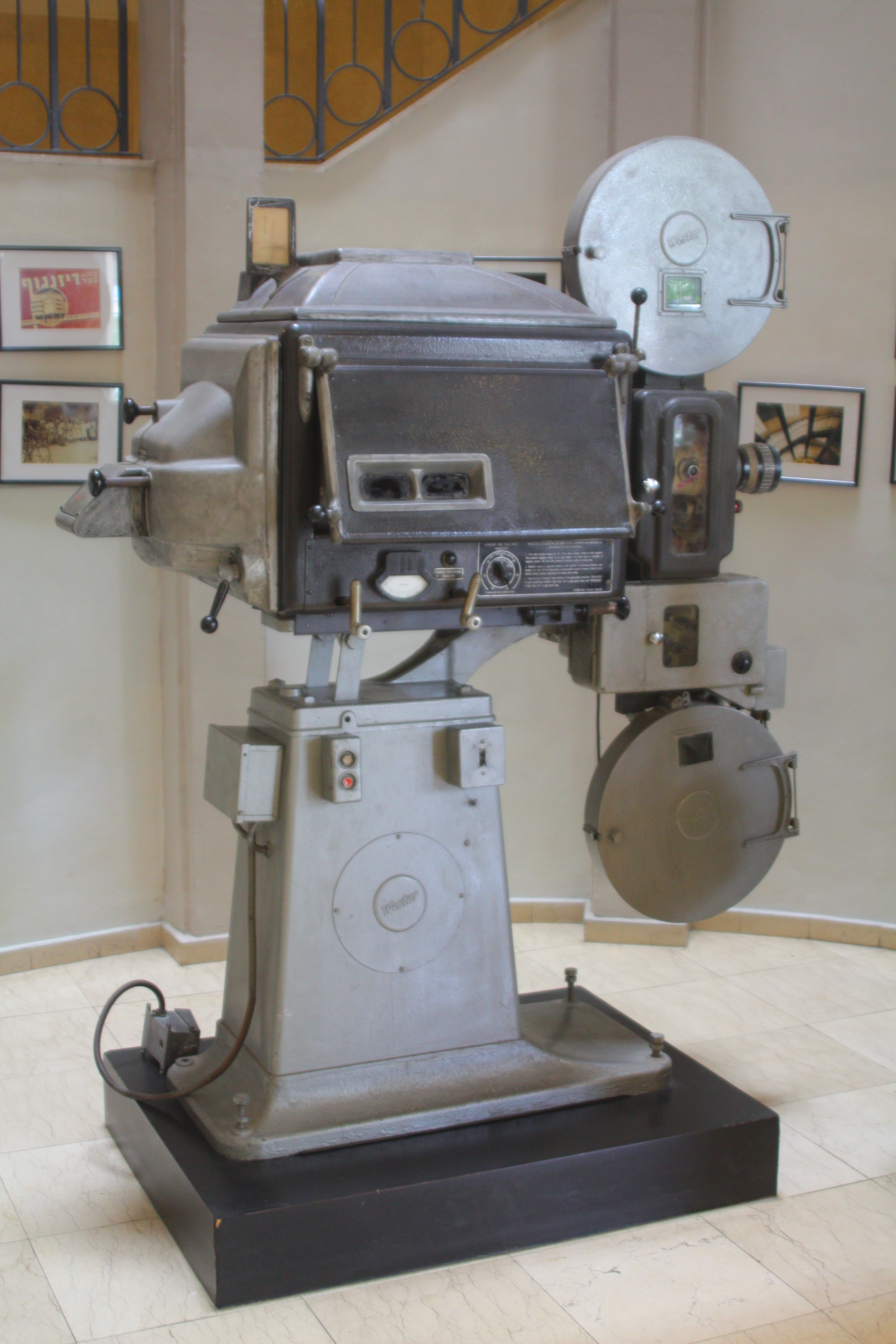
پروژکتور آپارات سینما استر در تل‌آویو
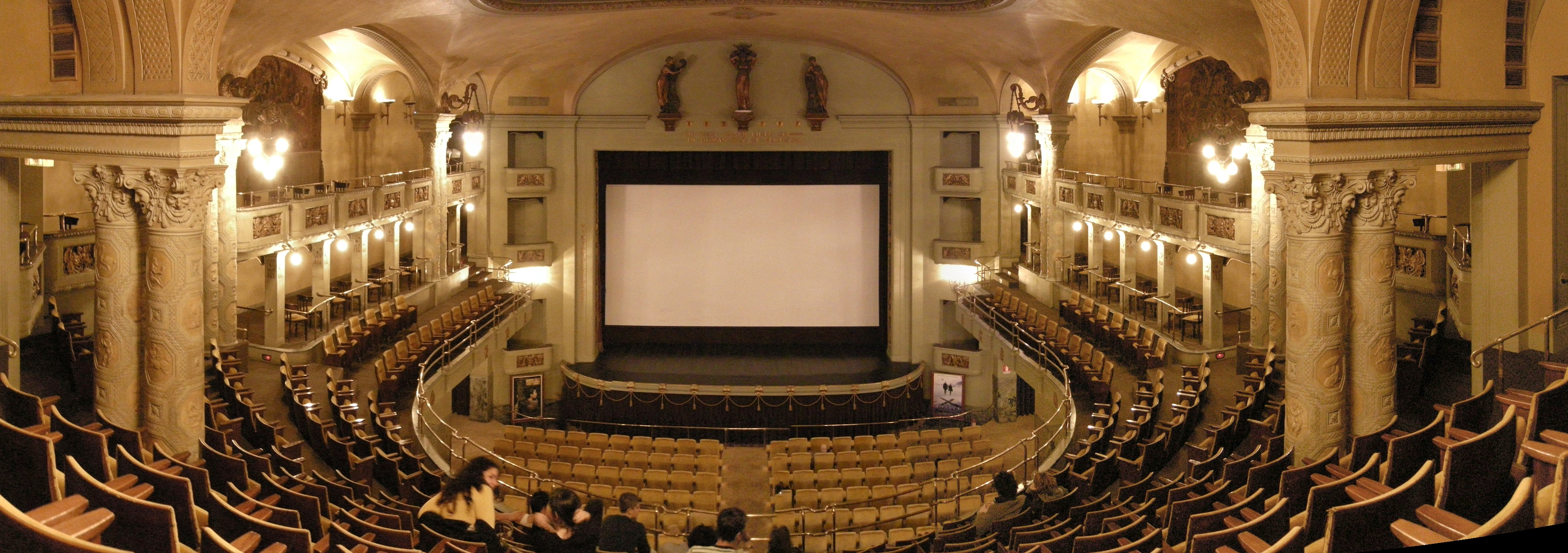
سالن سینما در فلورانس
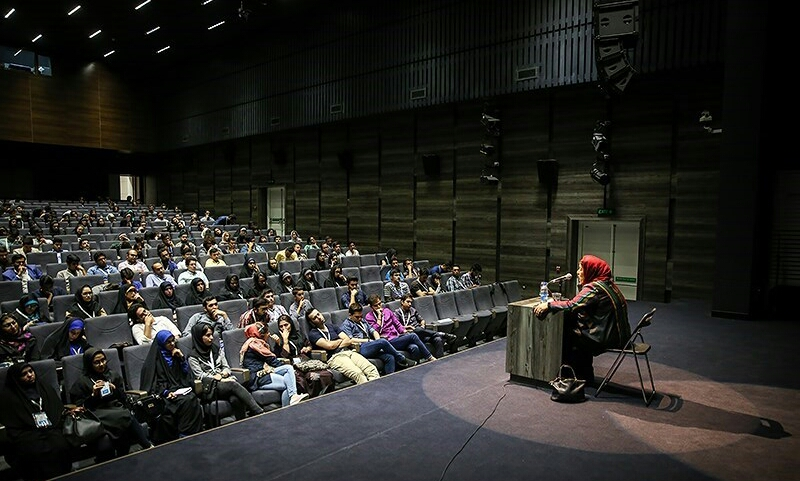
یک سالن سینما در پردیس سینمایی چارسو، تهران
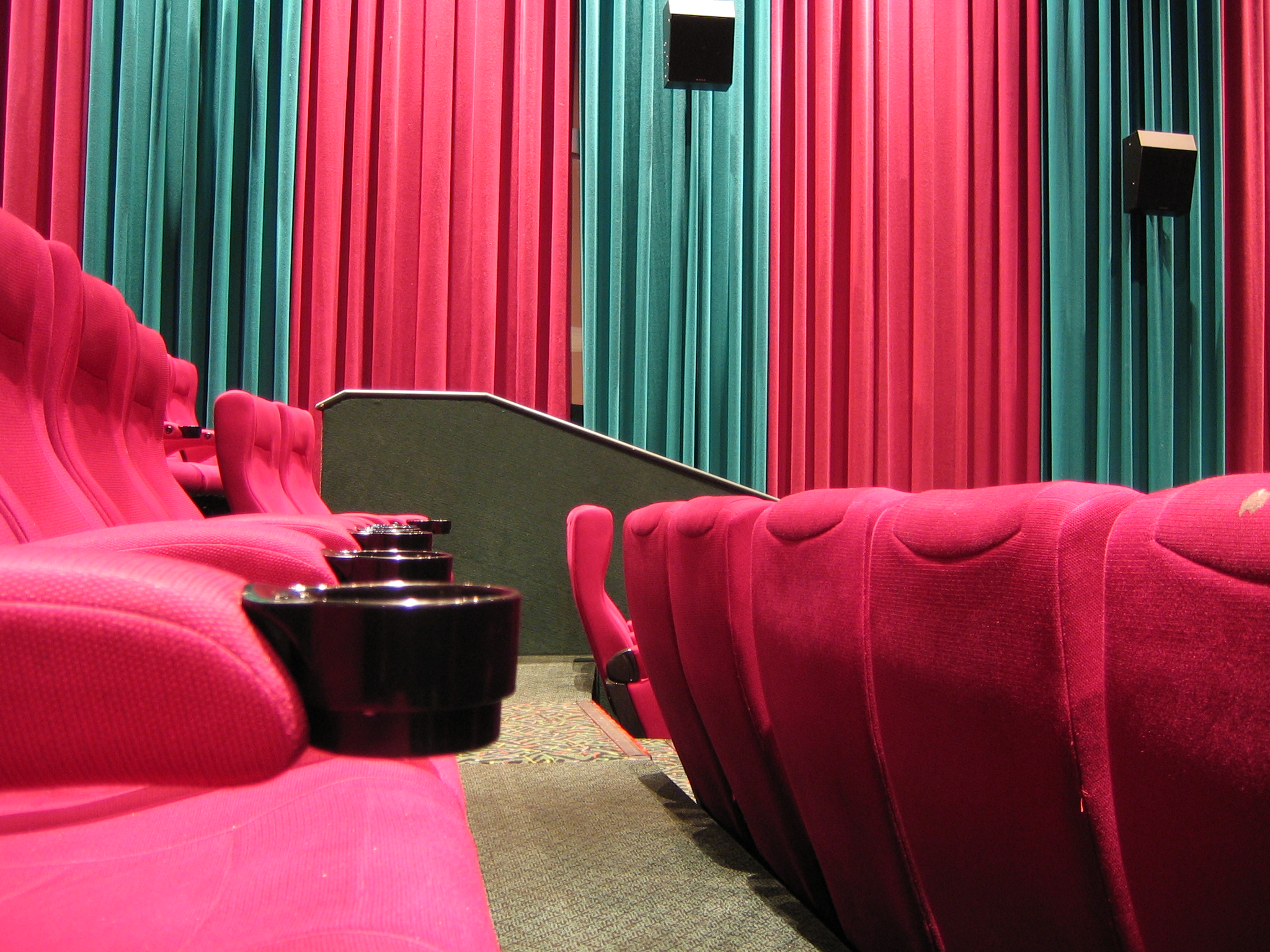
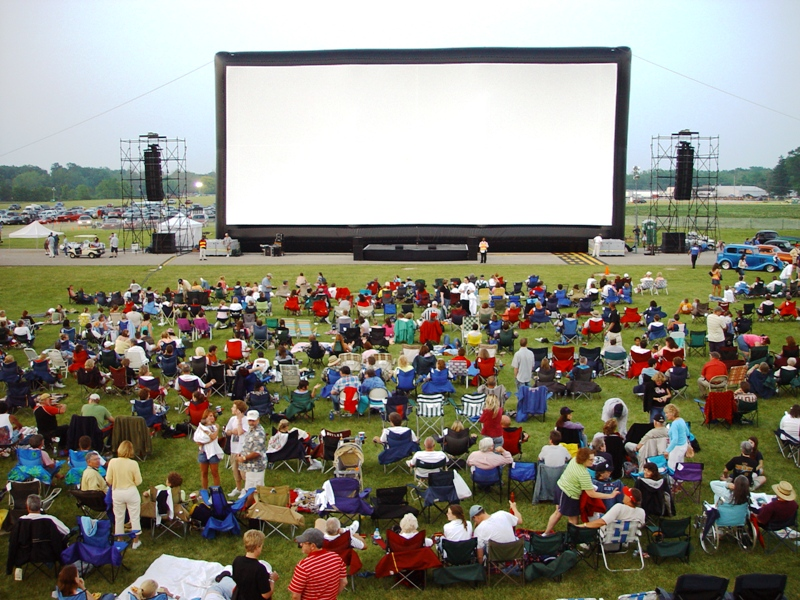
سالن سینما روباز در آمریکا
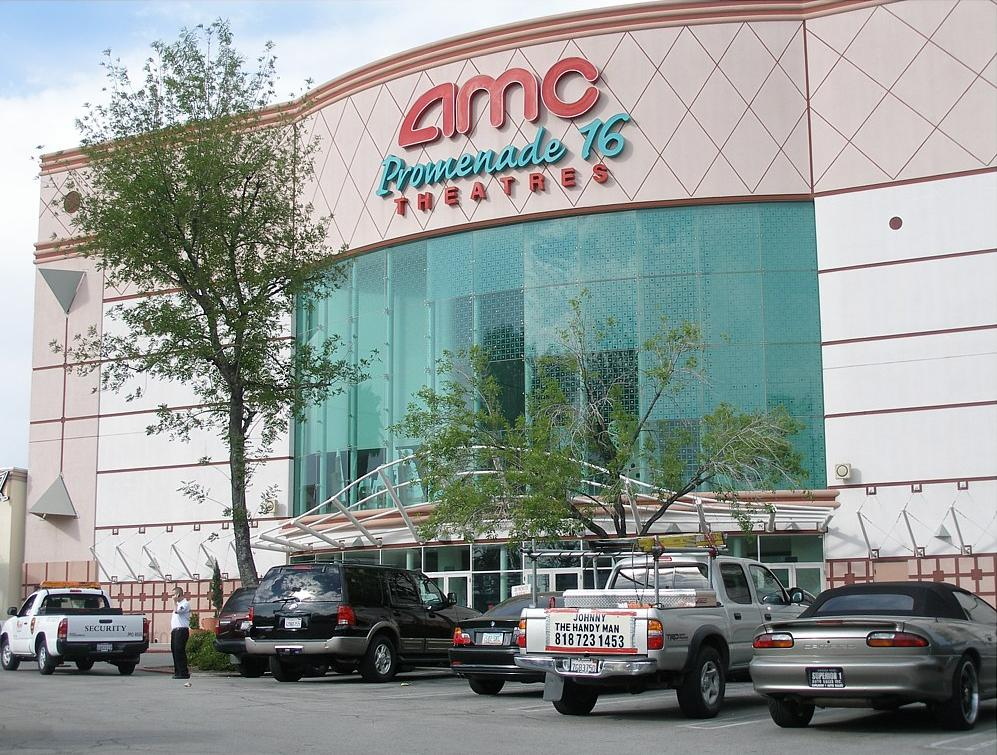
یک پردیس سینمایی متعلق به تئاترهای ای‌ام‌سی در وودلند هیلز، لس آنجلس
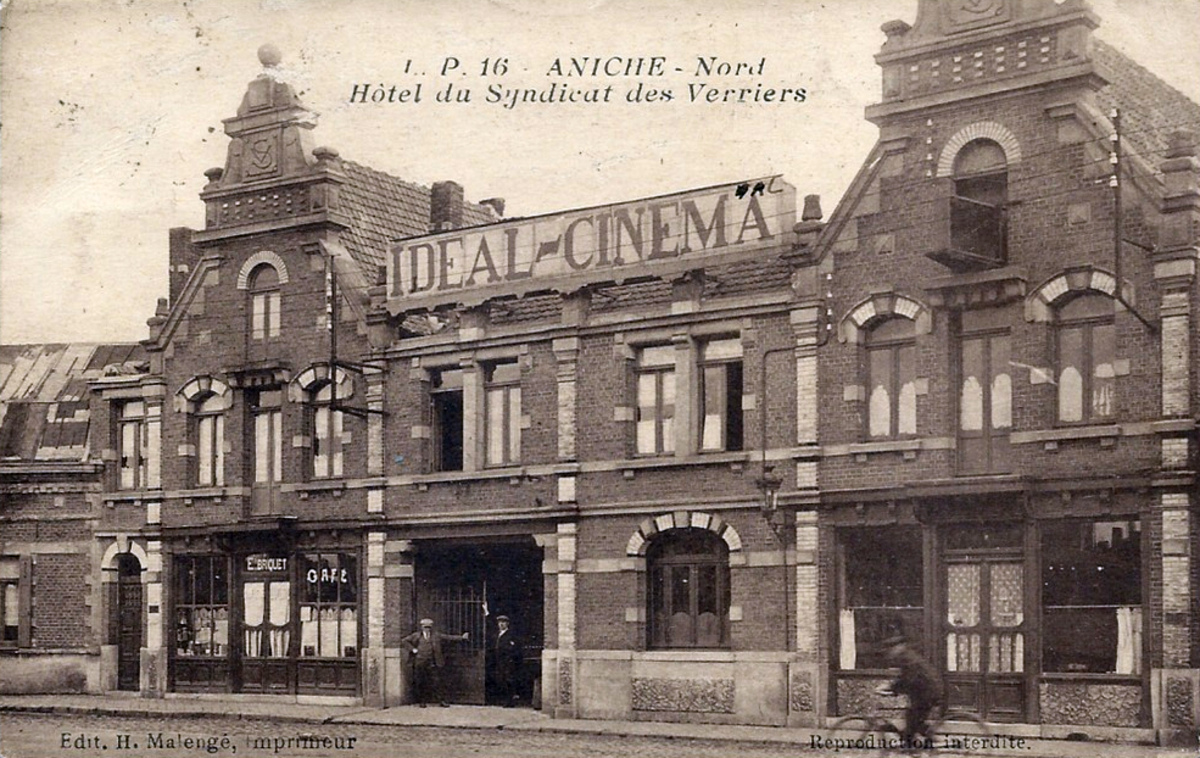
سینما لیدآل ژاک تادی در آنیش، فرانسه
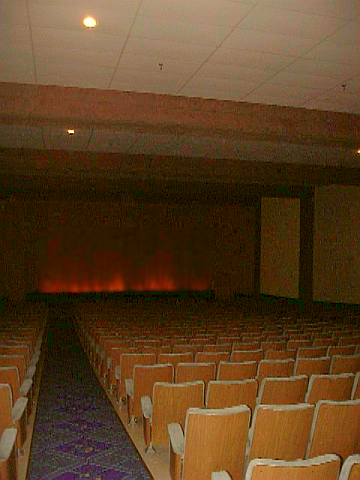
سالن سینما در دهه ۱۹۵۰
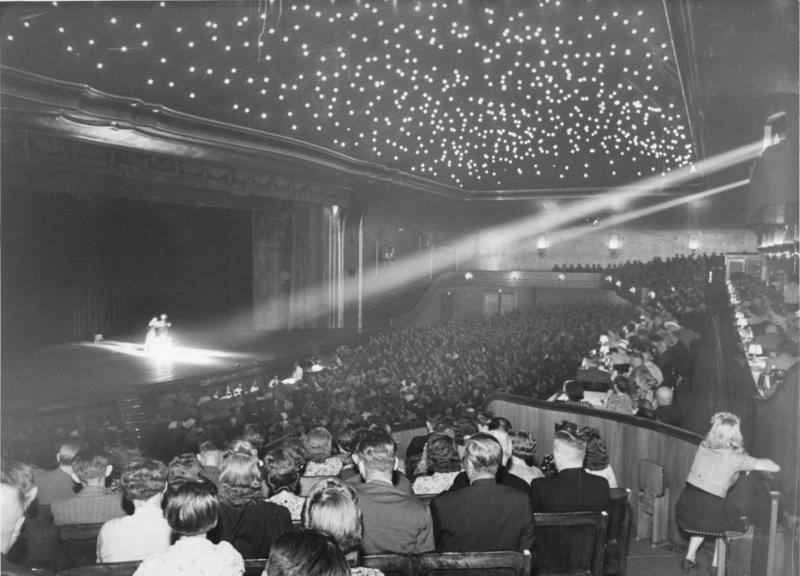
یک سالن سینما در برلین، ۱۹۴۰
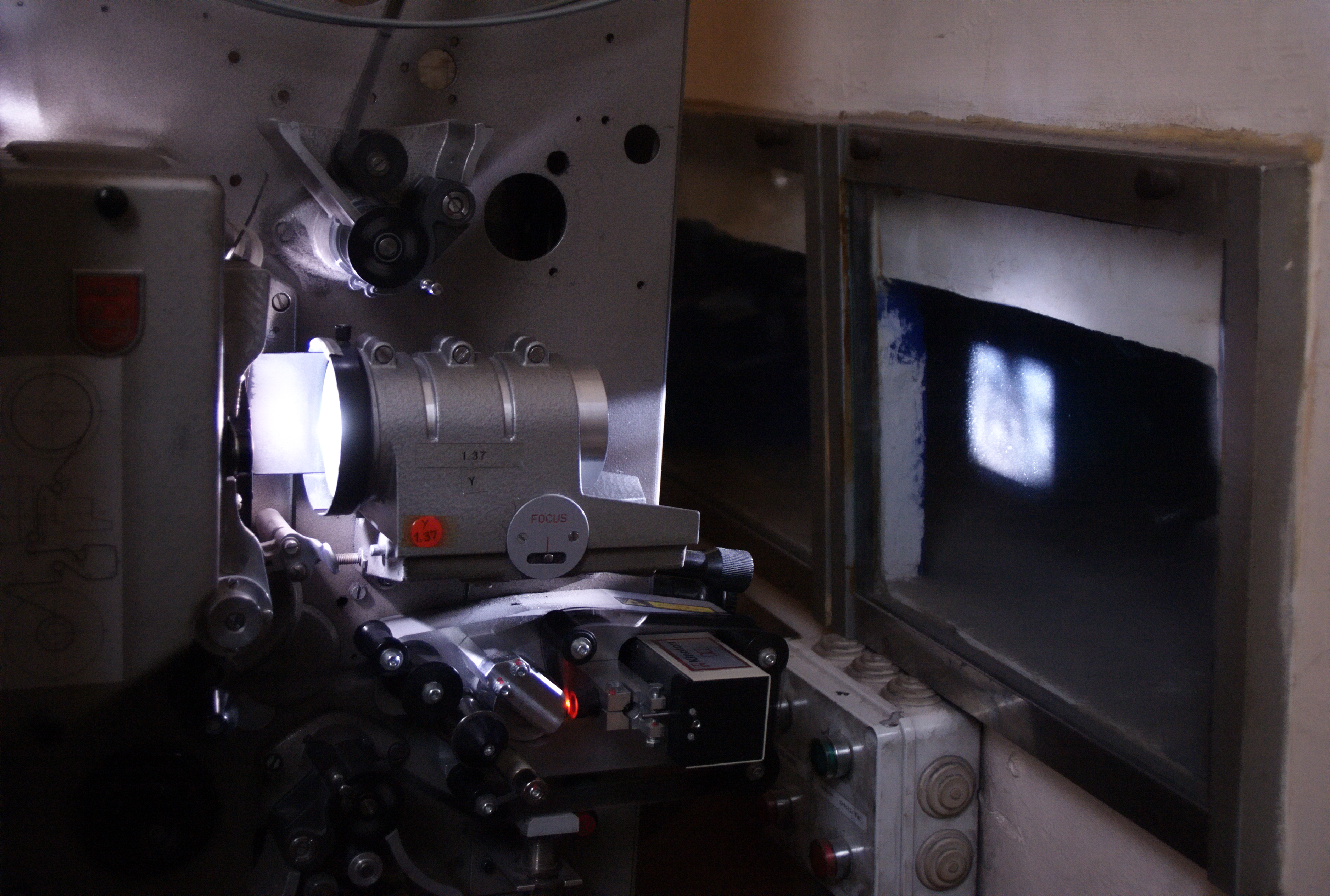
فیلم پروژکتور ۳۵ میلی‌متری
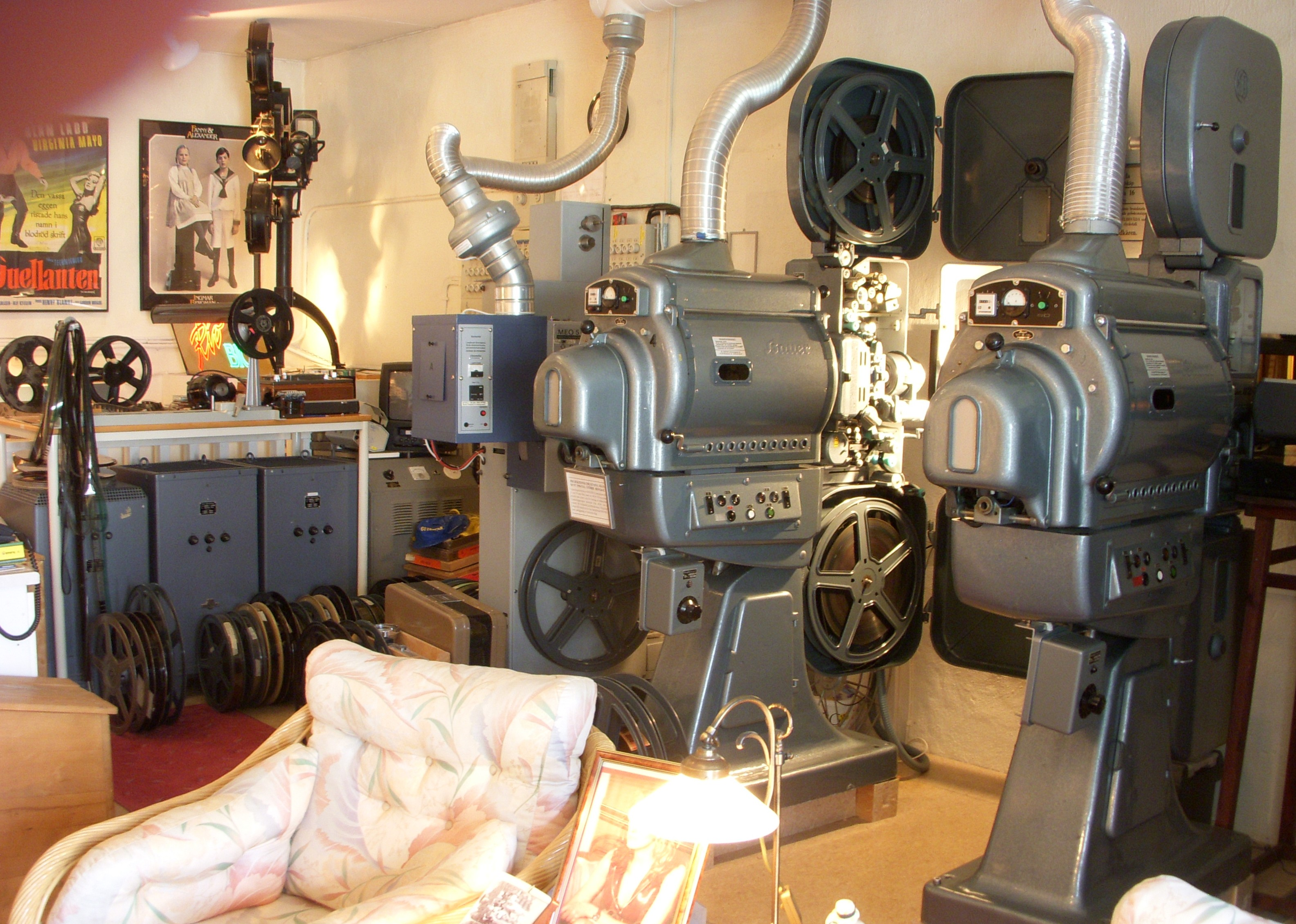